# Zbigniew Laurów
Zbigniew Laurów (ur. 1 lipca 1932 w Pawłosiowie, zm. 26 października 2020) – polski specjalista nauk leśnych, prof. dr hab.

## Życiorys

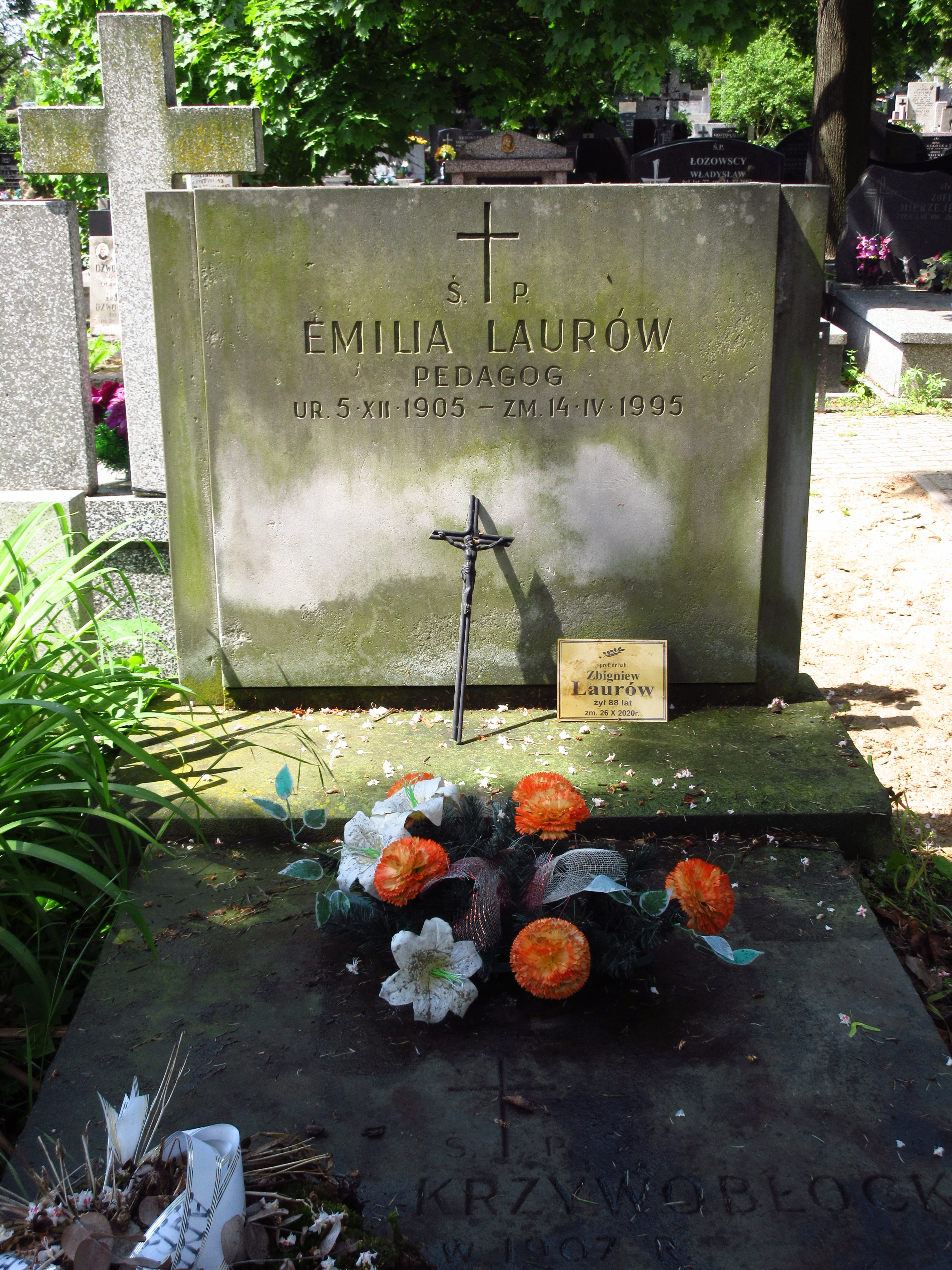
Grób Zbigniewa Laurowa na cmentarzu Bródnowskim

Studiował na Wydziale Leśnym Szkole Głównej Gospodarstwa Wiejskiego w Warszawie. Obronił pracę doktorską, następnie uzyskał stopień doktora habilitowanego. Otrzymał tytuł profesora w zakresie nauk leśnych. Pracował w Katedrze Użytkowania Lasu na Wydziale Leśnym Szkole Głównej Gospodarstwa Wiejskiego w Warszawie i w Wyższej Szkole Kultury Fizycznej i Turystyki im. Haliny Konopackiej w Pruszkowie.
Był członkiem w Akademii Inżynierskiej w Polsce, a także członkiem zagranicznym w Rosyjskiej Akademii Nauk Przyrodniczych.
Zmarł 26 października 2020. Pochowany na cmentarzu Bródnowskim (kwatera 25I-6-13).